# Центар за промоцију науке
Центар за промоцију науке (скраћено ЦПН) је јавна институција коју је 2010. године основало Министарство науке, технолошког развоја и иновација са задатком да промовише науку и технологију. Налази се у Улици краља Петра 46A у Београду.

## Активности
Центар за промоцију науке организује велики број изложби, предавања, трибина, панел–дискусија, интерактивних школских радионица сваког месеца у просторијама Научног клуба и Мејкерс спејса за ученике основних и средњих школа, радионица за предшколце једном недељно од 2017. године, научних представа, перформанса, конференција, мастеркласова и других догађаја на различите теме. 
Од 2011. учествује на Фестивалу науке у Београду, а учествовао је и на фестивалима у Нишу, Новом Саду, Смедеревској Паланци, Панчеву, Свилајнцу, Бањалуци, Брчком, Ријеци, Клужу, Подгорици и многим другим.
Од 24. августа до 4. септембра 2011. је организовао отворену радионицy и интерактивну изложбy „Геометрија око нас” у Задужбини Илије М. Коларца.
Први Дечји научни камп (ДНК) је одржао 2012. у Виминацијуму, а наредних година у Београду, Шапцу, Смедереву, Кикинди, Свилајнцу и другим местима.
Од 2012. године сваког маја обележава Мај месец математике бројним манифестацијама. Заједно са Унеском је организовао изложбу „Спектри”. У сарадњи са Институтом за биолошка истраживања „Синиша Станковић”, Универзитета у Београду, током 2017. је организовао манифестацију „Интелигенција биљака”.
Фебруара 2013. је основао Мобилни планетаријум који је током прве године рада гостовао у двадесет и седам градова и бројао више од 20.000 посетилаца. До 2020. је гостовао у више од педесет градова и угостио преко 100.000 посетилаца. Програм обухвата пет програмских целина, од којих свака траје по сат времена.
Научни камион који представља покретну лабораторију, учионицу и изложбени простор домаће производње је први пут користио лета 2015. када је био домаћин дечијем научном кампу на обали реке Саве у Београду.
Остварује међународну сарадњу са разним организацијама међу којима су H2020, Креативна Европа, Истраживачки центар Европске комисије, Еразмус+, организације из Југоисточне Европе и многе друге. Објављује научнопопуларни часопис „Елементи” четири пута годишње за који је награђен у више наврата.

## Запослени
Тим запослених Центра за промоцију науке чине:
- Данијела Вучићевић – директорка
- Марјана Бркић – програмска директорка
- Добривоје Лале Ерић – руководилац Сектора за међународну сарадњу
- Иван Умељић – руководилац Сектора за издаваштво и медијску продукцију
- Марина Костић – руководитељка ПФО сектора
- Дарије Јаношевић – саветник за маркетиншке и послове продаје
- Мирјана Панић – саветник за финансијске и опште послове
- Бојан Кениг – саветник за послове међународне сарадње
- Ивана Смоловић – саветник за лекторске послове
- Слободан Јовановић
- Петар Пањковић – систем администратор
- Владимир Цицвара – стручни сарадник
- Мирјана Утвић – сарадник за реализацију програмских садржаја и израду експоната
- Борис Клобучар – сарадник за реализацију програмских садржаја и израду експоната
- Славица Дуковић – саветник за послове сарадње са научноистраживачким организацијама
- Михаило Словић – референт за техничке послове
- Богдан Ђорђевић – научни новинар
- Сања Црњански – сарадник за реализацију програмских садржаја и израду експоната
- Јелена Меденица
- Ђорђе Петровић – научни новинар
- Ивана Николић – научни новинар
- Милана Стикић
- Сања Љумовић
- Малина Тадић – сарадник за реализацију програмских садржаја
- Јована Караклајић
- Катарина Стекић – саветница за послове међународне сарадње
- Ирена Шујдовић – саветница за послове међународне сарадње
- Алекса Васић – сарадник за реализацију програмских садржаја
- Јована Чедомировић
- Младен Шљивовић
- Санела Михајловић
- Исидора Чалија
- Јована Јанков
- Анђела Симичић
- Маја Јовановић